# Gephyromantis moseri
Espèce
Synonymes
- Mantidactylus moseri Glaw & Vences, 2002

Statut de conservation UICN

 LC  : Préoccupation mineure
Gephyromantis moseri est une espèce d'amphibiens de la famille des Mantellidae.

## Répartition

Aire de répartition de Gephyromantis moseri.

Cette espèce est endémique de Madagascar. Elle se rencontre entre 300 et 900 m d'altitude dans le nord-est de l'île,.

## Description
Les 11 spécimens mâles observés lors de la description originale mesurent entre 26,9 mm dont 39,1 mm de longueur standard et le spécimen femelle observé lors de la description originale mesure 36,7 mm de longueur standard.

## Étymologie
Son nom d'espèce, moseri, lui a été donné en référence à Felix Moser en reconnaissance de son aide financière pour la recherche de la biodiversité et la conservation de la nature à travers le programme Biopat.

## Publication originale
- Glaw & Vences, 2002 : A new species of Mantidactylus (Anura: Mantellidae) from Andasibe in eastern Madagascar. Journal of Herpetology, vol. 36, p. 372-378 (texte intégral).